# Pholcus ancoralis
Pholcus ancoralis is een spinnensoort uit de familie trilspinnen (Pholcidae). De soort komt voor in Nieuw Caledonië, Nieuwe Hebriden, Salomonseilanden, Micronesia, Polynesië en Hawaii.